# Parque Corvalán
Parque Corvalán es un parque de la conurbación del Gran Temuco, Chile. Se ubica en la comuna de Padre Las Casas.
Posee 2 multicanchas (una techada y otra descubierta), juegos infantiles, máquinas de ejercicios, una laguna natural y accesibilidad universal.

## Historia
El proyecto del parque Corvalán fue postulado a fondos del Gobierno Regional de La Araucanía por la Municipalidad de Padre Las Casas y tuvo una inversión mayor a los 951 000 000 de pesos chilenos (más de 1 800 000 dólares estadounidenses de la época). La idea fue convertir en un espacio público de 13 486 metros cuadrados lo que por casi 30 años fue un terreno baldío utilizado como basural ilegal. La primera piedra fue colocada el 26 de octubre de 2011, en cuya ceremonia se enterraron ejemplares del día de los periódicos El Austral y El Padrelascasino, además de fotografías de las autoridades presentes. Su inauguración se llevó a cabo en abril de 2012.
En diciembre de 2019, la Brigada Ecológica del Colegio Bicentenario de Padre Las Casas, realizó una limpieza del área verde, con el apoyo de la empresa de obras sanitarias Aguas Araucanía.

## Eventos
El viernes, 11 de febrero de 2022, la Iglesia Pentecostal Restauración y Vida, realizó, en el parque, una campaña evangelística.

## Transporte

### Autobuses urbanos
Las líneas de autobuses urbanos que pasan por este parque, son:
- 3A: Pulmahue-Tromen Lafquen.
- 3C: Padre Las Casas-Tromen Lafquen.
- 8C: Padre Las Casas-Quepe.